# 石興
石 興（せき こう、生没年不詳）は、五胡十六国時代後趙の皇族。明帝石勒の長男。

## 生涯
石勒の長男として生まれる。
314年2月、石勒は当時幽州に割拠していた王浚を攻めようとしたが、劉琨や鮮卑・烏桓が後難となることを恐れており、そこで張賓の献策を納れて劉琨に任子を送り、和睦を請うた。この時、人質として送られたのが石興ではないかと考えられる。
王浚が討たれた後、漢（後の前趙）の劉聡は使者の范龕に節を持たせて石勒に策命を下し、弓矢を賜り、陝東伯に任命して、征伐の専任を認めた。この際に石興は上党国世子となり、翼軍将軍を加えられ、石勒の副弐とされた。
早くに亡くなり、石勒は石興に代わって次男の石弘を世子に立てた。